# Żabiściek pływający
Żabiściek pływający (Hydrocharis morsus-ranae L.) – gatunek byliny, należący do rodziny żabiściekowatych (Hydrocharitaceae). Nymfeid, występujący w stojących i wolno płynących zbiornikach wodnych śródlądowych w Europie (z wyjątkiem dalekiej północy i krańców południowych) oraz w zachodniej i północnej Azji, poza tym zawleczony i zdziczały w wielu miejscach. W Polsce rozpowszechniony na niżu, przy czym rzadszy w jego części południowej i na północnym Mazowszu, na obszarach górskich i podgórskich tylko na pojedynczych stanowiskach.

## Morfologia
PokrójRoślina swobodnie unosząca się w toni wodnej z liśćmi pływającymi po powierzchni oraz pęczkiem korzeni zwisających w toni wodnej (rośnie jako składnik pleustonu).
LiścieWyrastają w rozecie o średnicy ok. 20 cm. Blaszka liściowa jest okrągła o nasadzie sercowato wciętej, średnicy do 6 cm. Nerwy pierwszego rzędu rozchodzą się pod kątem 75-90° względem głównej osi. Przestwory powietrzne znajdują się przy wiązkach przewodzących i dzięki nim liście pływają na powierzchni wody, przy dużym zagęszczeniu wzniesione są ponad wodę.
KwiatyBiałe, trójpłatkowe, wonne. Kwiaty pręcikowe wyrastają na szypułce długości do 4 cm pojedynczo lub skupione po kilka. Zawierają 9–12 pręcików w czterech okółkach. Kwiaty żeńskie rosną pojedynczo na szypułkach do 9 cm, słupek podzielony do mniej niż połowy długości. Kwitnienie następuje od maja do czerwca, z mniejszym natężeniem do jesieni.
NasionaMają 1–1,3 mm długości.

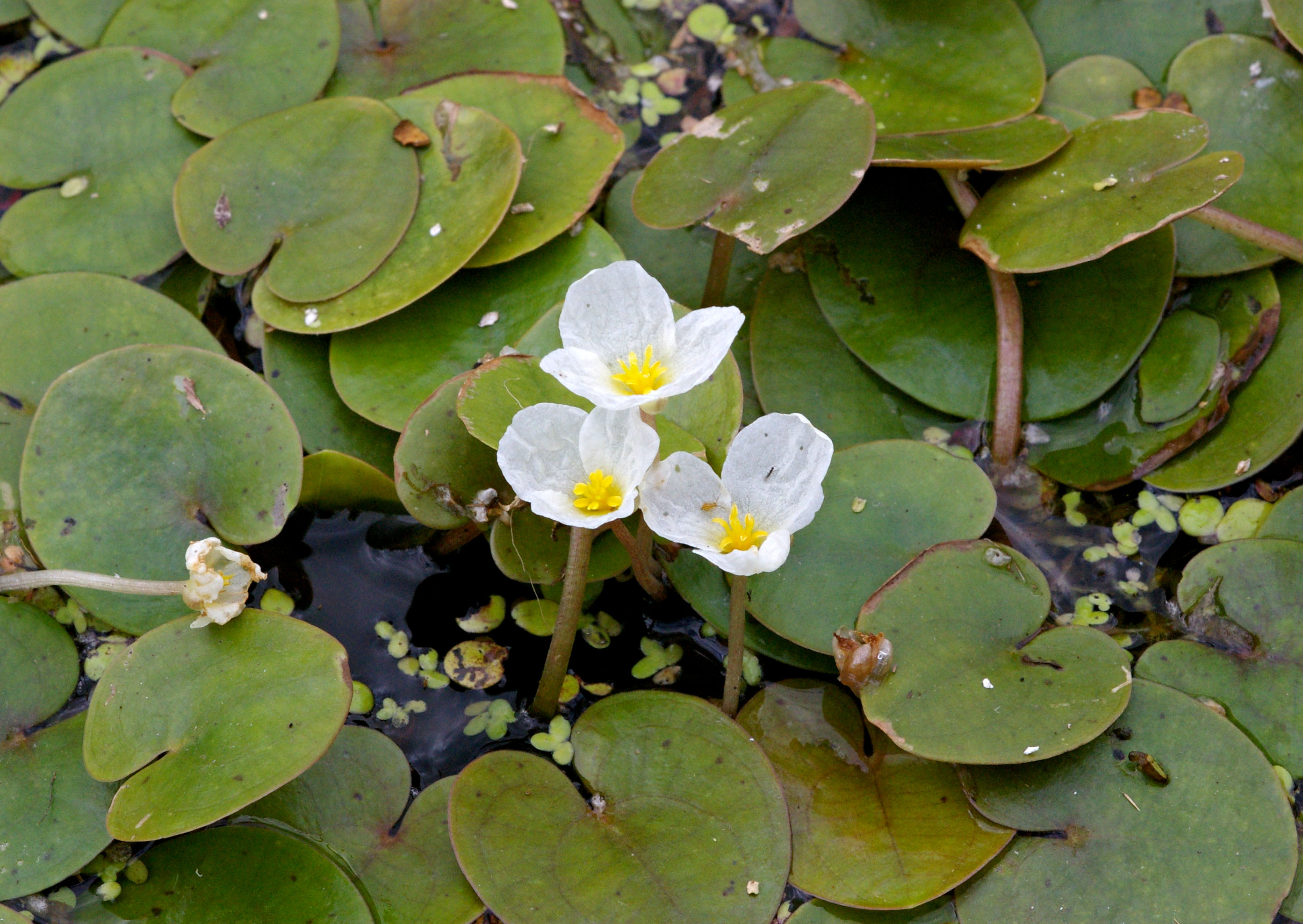
Pokrój
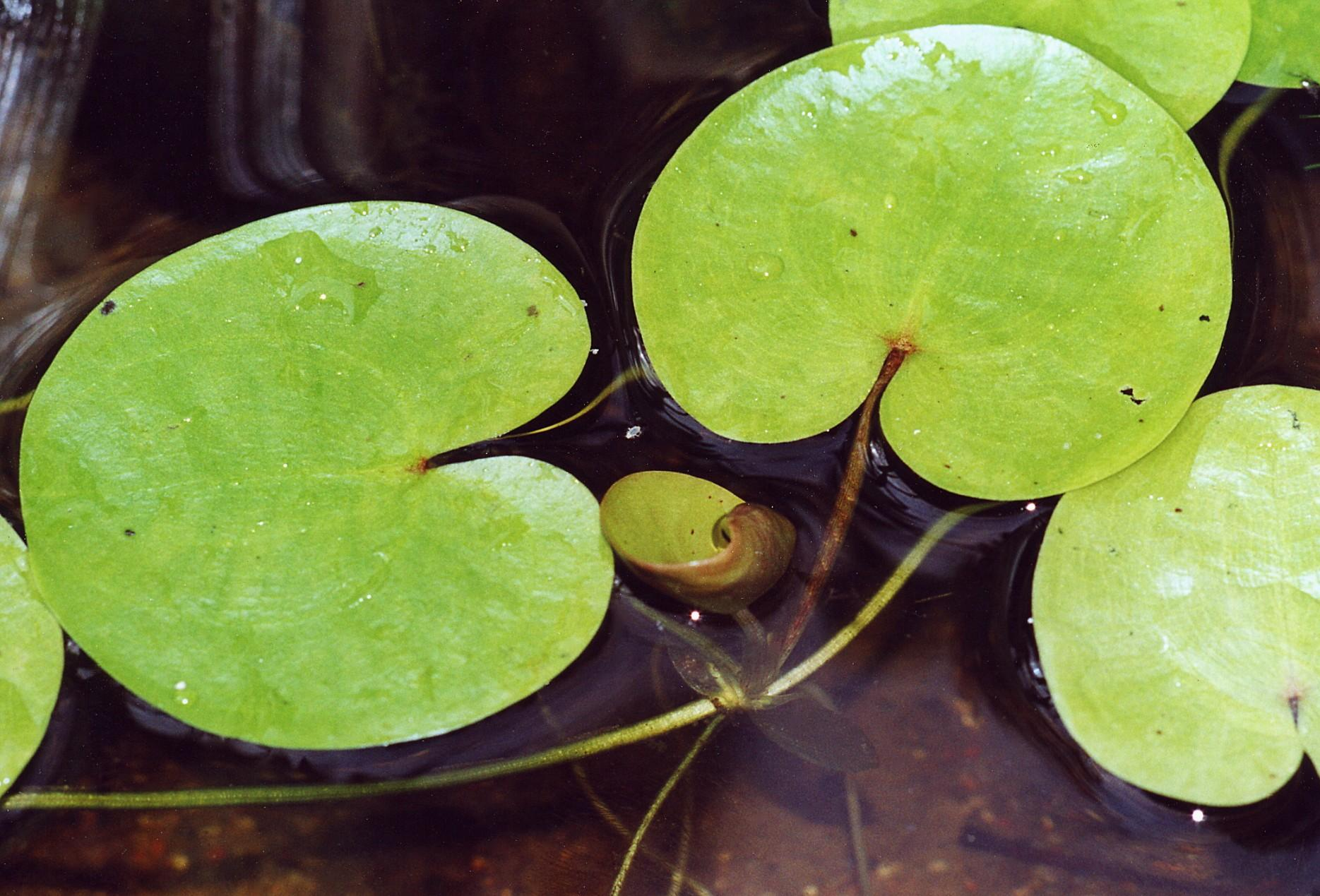
Liście
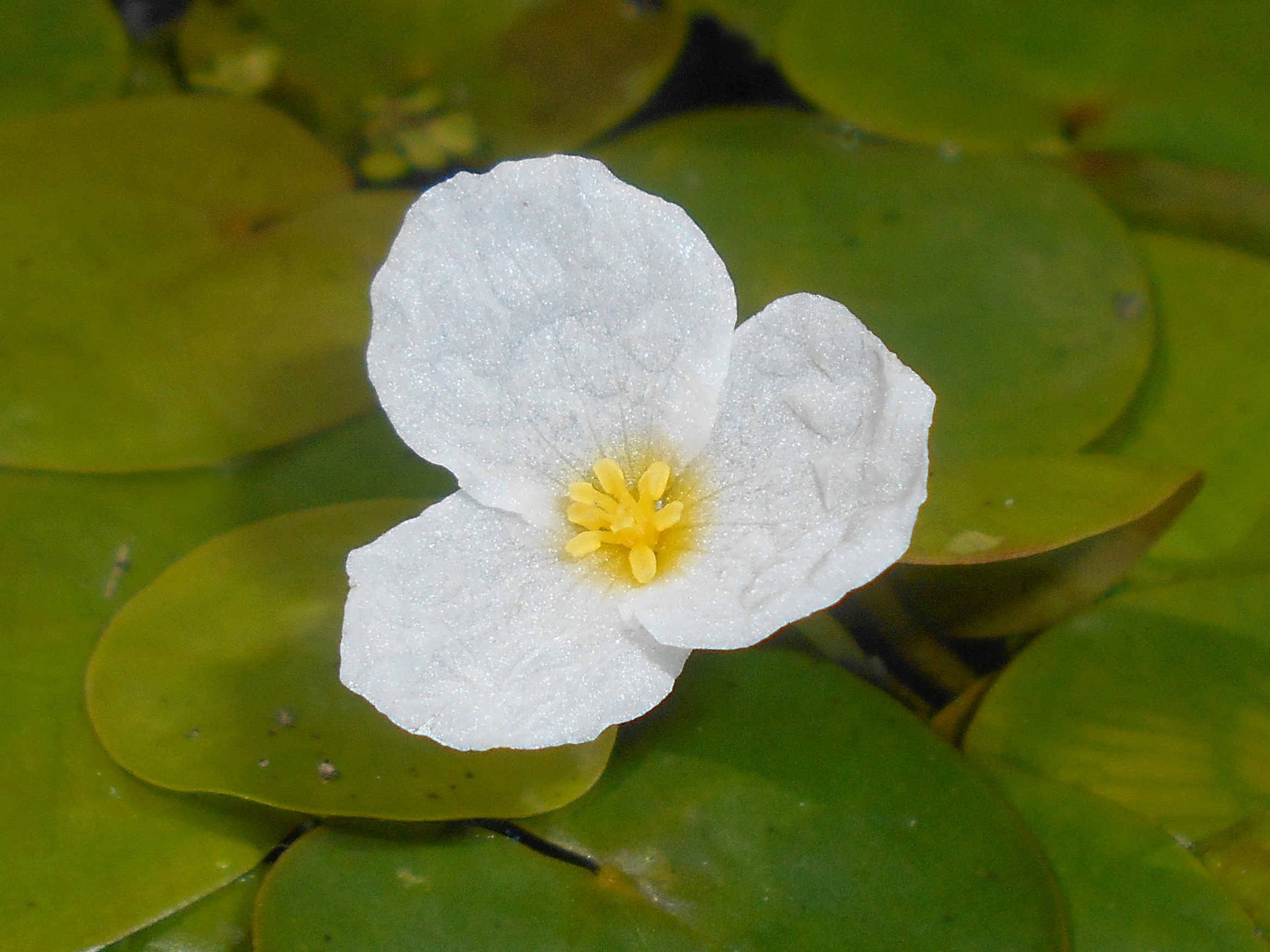
Kwiat
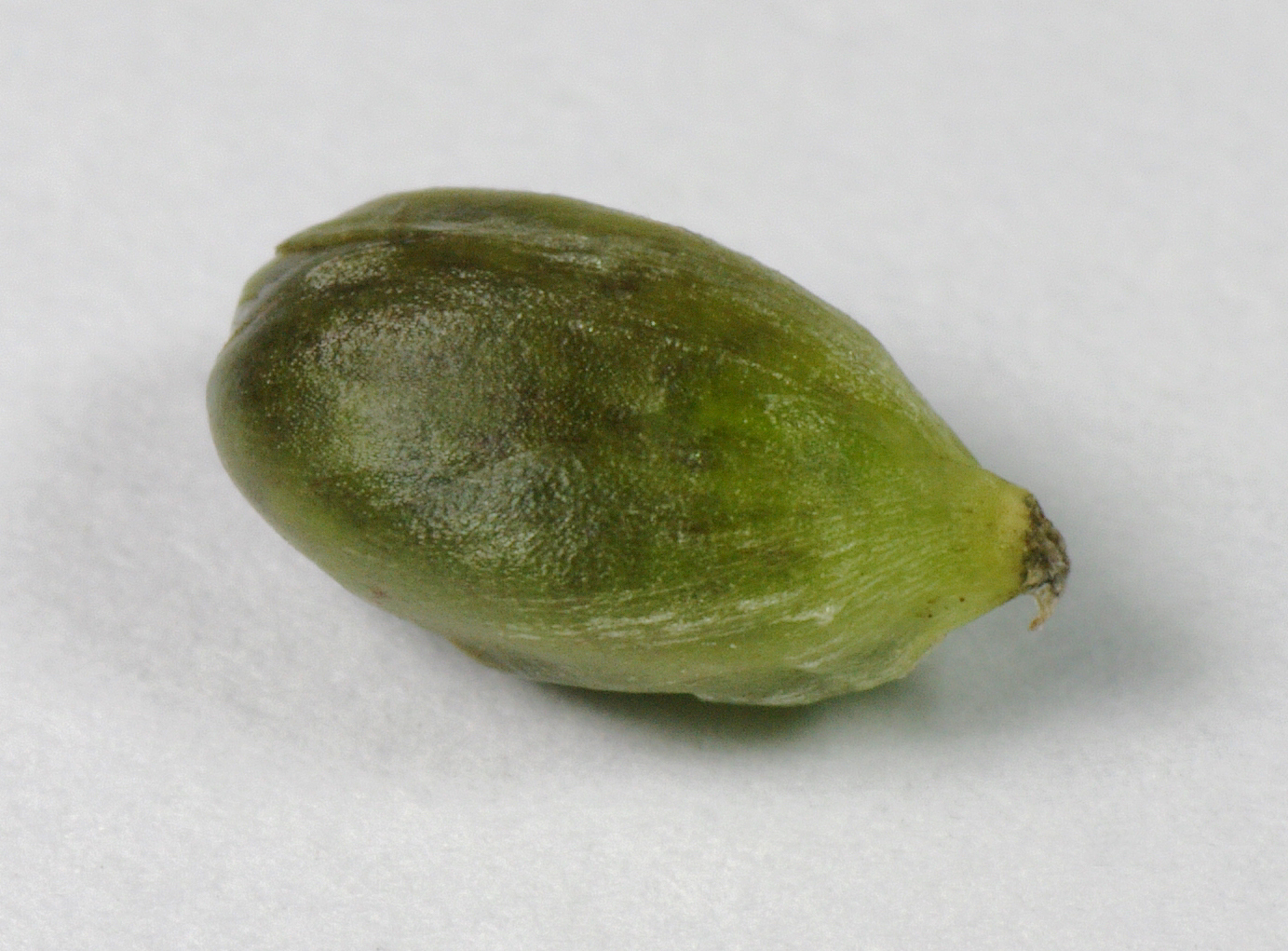
Turion

## Biologia i ekologia
Hydrofit, występujący przeważnie przy brzegach stojących lub wolno płynących zbiorników wodnych. Gatunek charakterystyczny dla związku Nymphaeion oraz zespołu Hydrocharitetum morsus-ranae.